# Thomas W. Thompson

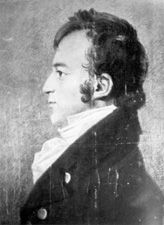
Thomas W. Thompson

Thomas Weston Thompson, född 15 mars 1766 i Boston, Massachusetts, död 1 oktober 1821 i Concord, New Hampshire, var en amerikansk politiker (federalist). Han representerade delstaten New Hampshire i båda kamrarna av USA:s kongress, först i representanthuset 1805-1807 och sedan i senaten 1814-1817.
Thompson utexaminerades 1786 från Harvard University. Han studerade sedan juridik och inledde 1791 sin karriär som advokat i Salisbury, New Hampshire. Han blev invald i representanthuset i kongressvalet 1804. Han fortsatte som advokat efter en mandatperiod i representanthuset.
Senator Nicholas Gilman avled 1814 i ämbetet och efterträddes av Thompson. Han efterträddes i sin tur 1817 av David L. Morril.
Thompson avled 1821 och gravsattes på Old North Cemetery i Concord.